# Candacia giesbrechti
Candacia giesbrechti is een eenoogkreeftjessoort uit de familie van de Candaciidae. De wetenschappelijke naam van de soort is voor het eerst geldig gepubliceerd in 1977 door Grice & Lawson.